# Yan Ni
Yan Ni (chino simplificado: 闫妮; chino tradicional: 閆妮; Xi'an, Shaanxi, 10 de marzo de 1971) es una actriz de cine y televisión china. Trabaja para el Centro de Arte Televisivo de la Fuerza Aérea del Ejército Popular de Liberación. Li ocupó el puesto 54 en la lista Forbes China Celebrity 100 en 2015.

## Biografía
Yan Ni nació en Xi'an, Shaanxi. Los padres de Yan son trabajadores y toda su familia todavía vive en Xi'an. Después de la secundaria, se matriculó en una universidad financiera para estudiar contabilidad. Dos años más tarde logró ser admitida en una organización de arte del Ejército Popular de Liberación (EPL) en Lanzhou, y luego se matriculó en la Escuela de Arte del EPL en Pekín.
Comenzó a actuar en 1992. En 1999 tuvo su primer papel cinematográfico, interpretando a Qiqoqiqo Ma en la película Cog and Hen. Yan saltó a la fama por su papel de Tong Xiangyu en My Own Swordsman, una comedia dramática de televisión de 80 episodios que cuenta la historia de los acontecimientos en una taberna durante la dinastía Ming. Después de My Own Swordsman, interpretó a la secretaria Xiang Yunxiu en National Action e interpretó a Niu Xianhua en The North Wind. Recibió un premio Golden Eagle en 2010 por su papel en The Wind From North.
En 2011, Yan tuvo un papel secundario en la película bilingüe Inseparable del director Dayyan Eng, protagonizada por el ganador del Oscar Kevin Spacey. La película se estrenó en el Festival Internacional de Cine de Busan y posteriormente en cines de China y otros territorios del mundo. En 2017, se reunió con su coprotagonista en The North Wind, Xia Yu, y el director Dayyan Eng para protagonizar la fantasía/comedia Wished, que debutó en la taquilla con los puntajes de audiencia más altos en las cuatro principales plataformas de venta de entradas para comedias locales chinas lanzadas que verano.

## Vida privada
Yan está casada y tiene una hija, que también es actriz.

## Filmografía

### Películas
| Año  | Título en inglés              | Título en chino    | Rol                 | Notas         |
| ---- | ----------------------------- | ------------------ | ------------------- | ------------- |
| 1992 | Woman Avengers                | 复仇的女人         | Tong Mei            | [ 3 ]         |
| 2000 |                               | 禧娃               | Ji Ting             |               |
| 2000 |                               | 公鸡打鸣，母鸡下蛋 | Ma Qiaoqiao         |               |
| 2000 |                               | 祝你平安           | Ma Yan              |               |
| 2001 | Hot Boys                      | 六月男孩           | Wang Xiaoni         |               |
| 2002 | Legend of Half Bowl Village   | 半碗村的传奇       | Xu Qi               |               |
| 2002 | Turn Over                     | 翻身               | Lu Yan              |               |
| 2002 | Sandstorm                     | 大沙暴             | Feng Ru             |               |
| 2003 |                               | 西贡姿色           | Cui Niao            |               |
| 2003 |                               | 非常周末           | Ye Xiaolian         |               |
| 2004 |                               | 心中的圣地         | He Xiulan           |               |
| 2004 | Defending Reputation          | 疑案忠魂           | Policewoman         |               |
| 2004 |                               | 上班               | Lanzi               |               |
| 2004 |                               | 张思德             | Yin Li              |               |
| 2004 | Neighbour                     | 对门儿             | He Dongmei          |               |
| 2005 | Stolen Life                   | 生死劫             | Sichuan woman       |               |
| 2007 |                               | 金猪贺岁           | Yang Pingping       |               |
| 2007 | A big potato                  | 别拿自己不当干部   | Han Yuehua          | [ 4 ]         |
| 2007 | Falling In Love               | 追爱总动员         | Zhu En              | [ 5 ]         |
| 2007 |                               | 镖行天下之天下镖局 | Liu Xiangyun        |               |
| 2007 | Crossed Lines                 | 命运呼叫转移       | Wang Shen           | [ 6 ]         |
| 2008 | Kung Fu Dunk                  | 大灌篮             | Teacher Ni          | [ 7 ]         |
| 2009 | Cow                           | 斗牛               | Jiu'er              | [ 8 ]         |
| 2009 | A Simple Noodle Story         | 三枪拍案惊奇       | Boss                | [ 9 ]         |
| 2010 | True Legend                   | 苏乞儿             | Lady Boss           | Cameo         |
| 2011 | My Own Swordsman              | 武林外传           | Tong Xiangyu        | [ 11 ]        |
| 2011 | All's Well Ends Well 2011     | 最强喜事           | Dream               | [ 12 ]        |
| 2011 | Mural                         | 画壁               | Aunt                | [ 13 ]        |
| 2011 | Magic to Win                  | 开心魔法           | Liu Huali           | [ 14 ]        |
| 2012 | The Great Magician            | 大魔术师           | Third madame        | [ 15 ]        |
| 2012 | Inseparable                   | 形影不离           | CEO Yang            | [ 16 ]        |
| 2012 | 11 Flowers                    | 我11               | Deng Meiyu          | [ 17 ]        |
| 2014 | Coming Home                   | 归来               | Department Head Lee | [ 18 ]        |
| 2014 | Night of Adventure            | 疯狂72小时         | Xu Sanna            | [ 19 ]        |
| 2015 | Monster Hunt                  | 捉妖记             | Luo Bing            | [ 20 ]        |
| 2016 | The New Year's Eve of Old Lee | 过年好             | Li Yangduo          | [ 21 ]        |
| 2016 | Some Like It Hot              | 情圣               | Ma Lilian           | [ 22 ]        |
| 2016 | The Wasted Times              | 罗曼蒂克消亡史     | Mother Wang         | [ 23 ]        |
| 2016 | Relocate                      | 搬迁               | Liu Chunyan         | [ 24 ]        |
| 2017 | Special Encounter             | 美容针             | Li Tangzhen         | [ 25 ]        |
| 2017 | Wished                        | 反转人生           | Shangguan Furong    | [ 26 ]        |
| 2017 | Our Shining Days              | 闪光少女           | Chen Jing's mother  | Cameo         |
| 2018 | I Am Your Mom                 | 我是你妈           | Qin Meili           | [ 28 ]        |
| 2018 | Good Luck Dad                 | 让我怎么相信你     | Liang Dongmei       | [ 29 ]        |
| 2018 | A Fangirl's Romance           | 迷妹罗曼史         | Gao Pei             | [ 30 ]        |
| 2019 | Push and Shove                | 狗眼看人心         |                     | [ 31 ]        |
| 2019 | At Last                       | 玩命三日           |                     | [ 32 ] [ 33 ] |
| 2019 | Two Tigers                    | 两只老虎           |                     | [ 34 ]        |
| 2020 | My People, My Homeland        | 我和我的家乡       |                     | [ 35 ]        |
| 2021 | Reindeer                      | 驯鹿               |                     |               |

### Series de televisión
| Año  | Título en inglés                | Título en chino  | Rol             | Notas      |
| ---- | ------------------------------- | ---------------- | --------------- | ---------- |
| 1997 |                                 | 三个姑娘一个兵   |                 |            |
| 2000 |                                 | 闲人马大姐       | Niu Haitang     |            |
| 2001 |                                 | 永不回头         | Guo Yan         | [ 36 ]     |
| 2001 |                                 | 警察李“酒瓶”     | Xiao Pei        |            |
| 2001 | General Zhu De                  | 朱德元帅         | Kang Keqing     |            |
| 2002 | Meeting Aquarium                | 海洋馆的约会     | Xin Qi          |            |
| 2002 | The Fire General                | 火帅             |                 |            |
| 2002 |                                 | 寻人档案         | Feng Huiying    |            |
| 2003 | Cadre                           | 干部             | Tian Jinxiu     |            |
| 2003 |                                 | 行棋无悔         | Cheng Li        |            |
| 2004 |                                 | 炊事班的故事2    | Nurse Lan       |            |
| 2004 | Health Express                  | 健康快车         | Yan Wenxiu      |            |
| 2004 | History of the Sky              | 历史的天空       | Madame Daochuan |            |
| 2005 | A Mission                       | 使命             |                 | Cameo      |
| 2005 | My Heart Fly                    | 我心飞翔         | Zhang Yuchen    |            |
| 2005 | Changping of the War            | 铁血长平         | Lady Jia        |            |
| 2006 | My Own Swordsman                | 武林外传         | Tong Xiangyu    | [ 37 ]     |
| 2006 |                                 | 长大不容易       | Shu Weiran      |            |
| 2007 | Ming Dynasty in 1566            | 大明王朝1566     | Consort Li      | [ 38 ]     |
| 2007 |                                 | 房前屋后         | Tang Yuxiu      | [ 39 ]     |
| 2007 |                                 | 炊事班的故事3    | Nurse Lan       | [ 40 ]     |
| 2008 |                                 | 中国神探         | Zheng Qiuju     |            |
| 2008 | Six Cities                      | 都市六人行       | Tong Xiangyang  | Cameo      |
| 2008 | Next Life to be your Woman      | 下辈子做你的女人 | Liu Hanxiang    | [ 42 ]     |
| 2009 | Police Station                  | 派出所的故事     | Yan Yu          | [ 43 ]     |
| 2009 |                                 | 卫生队的故事     | Nurse Lan       | [ 44 ]     |
| 2009 | Unrivaled Jack-of-all-Trades    | 无敌三脚猫       | Zhao Xiaochen   | [ 45 ]     |
| 2009 | North Wind Blowing              | 北风那个吹       | Niu Xianhua     | [ 46 ]     |
| 2009 | Going Home                      | 回家             | Zhou Yan        | [ 47 ]     |
| 2009 |                                 | 国家行动         | Xiang Yunxiu    | [ 48 ]     |
| 2009 |                                 | 三七撞上二十一   | Deng Youzhen    | [ 49 ]     |
| 2009 | The Eloquent Ji Xiaolan         | 铁齿铜牙纪晓岚   | Ge Song'er      | [ 50 ]     |
| 2010 | Founders                        | 奠基者           | Liu Qinge       | [ 51 ]     |
| 2010 | LOHAS Family                    | 乐活家庭         | Yan Danni       | Season 1-2 |
| 2010 | Zhang Xiaowu's Spring           | 张小五的春天     | Zhang Xiaowu    | [ 53 ]     |
| 2010 | Never Turn Around               | 永不回头         | He Liping       | [ 54 ]     |
| 2011 |                                 | 大学生士兵的故事 | Doctor Chen     | Season 1-2 |
| 2012 |                                 | 女子军魂         | Ling Fengxia    | [ 56 ]     |
| 2012 | The Legend of Chu Liuxiang      | 楚留香新传       |                 |            |
| 2013 |                                 | 亲爱的           | Li Baoli        | [ 57 ]     |
| 2014 | A Servant of Two Masters        | 一仆二主         | Tang Hong       | [ 58 ]     |
| 2014 | Life Revelation                 | 生活启示录       | Yu Xiaoqiang    | [ 59 ]     |
| 2014 | Marriage Cuisine                | 婚姻料理         | Ma Ahqin        | [ 60 ]     |
| 2015 | Wang Dahua Revolutionary Career | 王大花的革命生涯 | Wang Dahua      | [ 61 ]     |
| 2015 | Ex-husbands                     | 前夫求爱记       | Bao Xiaolei     | [ 62 ]     |
| 2015 | Youth Assemble                  | 青春集结号       | Instructor Yan  | [ 63 ]     |
| 2016 | Atonement                       | 爱的追踪         | Wen Hao         | [ 64 ]     |
| 2016 | Vive les femmes                 | 太太万岁         | Ye Shuxin       | [ 65 ]     |
| 2017 | Master Healing                  | 复合大师         | Gu Xiaoyi       | [ 66 ]     |
| 2017 | Top Secret                      | 绝密543          | Zhao Yingqiu    | [ 67 ]     |
| 2019 | Simple Happiness                | 小幸福           |                 | Cameo      |
| 2019 | Growing Pain                    | 少年派           | Wang Shengnan   | [ 68 ]     |
| 2019 | The Eyas                        | 飞行少年         |                 | Cameo      |
| 2020 | Raiders of the New Way          | 一步登天         | Shen Baoyan     | [ 69 ]     |
| 2020 | People's Property               | 人民的财产       | Shi Hongxing    | [ 70 ]     |
| 2020 | The Stage                       | 我待生活如初恋   |                 | [ 71 ]     |
| 2021 | Minning Town                    | 闽宁镇           | Magistrate Yang | [ 72 ]     |

## Reconocimientos
| Año  | Premio                                   | Categoría                            | Trabajo nominado         | Notas  |
| ---- | ---------------------------------------- | ------------------------------------ | ------------------------ | ------ |
| 2009 | 15th Shanghai Television Festival        | Actriz más popular                   | North Wind Blowing       | [ 73 ] |
| 2009 | 27th Flying Apsaras Awards               | Actriz destacada                     | North Wind Blowing       | [ 74 ] |
| 2010 | 25th China TV Golden Eagle Award         | Mejor actriz                         | North Wind Blowing       | [ 75 ] |
| 2010 | 8th China Golden Eagle TV Arts Festival  | Premio a las mejores artes escénicas | North Wind Blowing       | [ 76 ] |
| 2010 | 16th Chunyan Awards                      | Mejor actriz                         | North Wind Blowing       | [ 77 ] |
| 2010 | 10th Changchun Film Festival             | Actriz más popular                   | Cow                      | [ 78 ] |
| 2012 | 8th Chinese American Film Festival       | Mejor actriz                         | 11 Flowers               | [ 79 ] |
| 2014 | 10th Chinese American Film Festival      | Mejor actriz (Television)            | A Servant of Two Masters | [ 80 ] |
| 2015 | 16th Premios Huading                     | Mejor actriz de reparto              | Coming Home              | [ 81 ] |
| 2015 | 2nd The Actors of China Award Ceremony   | Mejor actriz (Ruby)                  |                          | [ 82 ] |
| 2016 | 1st Chinese Film Festival in Italy       | Mejor actriz                         | Relocate                 | [ 83 ] |
| 2017 | 1st Marianas International Film Festival | Mejor actriz                         | Relocate                 | [ 84 ] |
| 2017 | 17th Chinese Film Media Awards           | Mejor actriz de reparto              | The Wasted Times         | [ 85 ] |
| 2018 | 3rd European Independent Film Awards     | Mejor actriz                         | Wished                   |        |
| 2018 | 2nd New York Film Awards                 | Mejor actriz                         | Wished                   |        |
| 2020 | 26th Shanghai Television Festival        | Mejor actriz                         | Growing Pains            | [ 86 ] |